# Malegaon
Malegaon é uma cidade em Maharashtra, na Índia.

## População
A cidade de Malegaon tinha 409.190 habitantes em 2001. 75% de habitantes são Muçulmanos.